# Levente Csiszér
Levente Csiszér (* 30. April 1981) ist ein ungarischer Badmintonspieler. 

## Karriere
Levente Csiszér war 1997 erstmals bei den nationalen Juniorenmeisterschaften erfolgreich. Im Jahr 2001 siegte er dann auch zum ersten Mal bei den Erwachsenen. Seine Titelsammlung baute er bis 2005 auf zehn aus. Mit Hajdú Gabona Debreceni TC-DSI gewann er des Weiteren neun nationale Mannschaftstitel.

## Sportliche Erfolge
| Saison | Veranstaltung                              | Disziplin    | Platz | Name                              |
| ------ | ------------------------------------------ | ------------ | ----- | --------------------------------- |
| 1997   | Ungarn: Einzelmeisterschaften der Junioren | Herreneinzel | 1     | Levente Csiszér                   |
| 1998   | Ungarn: Einzelmeisterschaften der Junioren | Herreneinzel | 1     | Levente Csiszér                   |
| 2000   | Ungarn: Einzelmeisterschaften der Junioren | Herreneinzel | 1     | Levente Csiszér                   |
| 2000   | Ungarn: Einzelmeisterschaften der Junioren | Herrendoppel | 1     | Levente Csiszér / Teofil Tóth     |
| 2001   | Ungarn: Einzelmeisterschaften              | Herreneinzel | 1     | Levente Csiszér                   |
| 2002   | Ungarn: Einzelmeisterschaften              | Herreneinzel | 1     | Levente Csiszér                   |
| 2002   | Ungarn: Einzelmeisterschaften              | Herrendoppel | 1     | Levente Csiszér / Teofil Tóth     |
| 2003   | Ungarn: Einzelmeisterschaften              | Mixed        | 1     | Levente Csiszér / Csilla Fórián   |
| 2003   | Ungarn: Einzelmeisterschaften              | Herreneinzel | 1     | Levente Csiszér                   |
| 2003   | Ungarn: Einzelmeisterschaften              | Herrendoppel | 1     | Levente Csiszér / Ákos Károlyi    |
| 2004   | Ungarn: Einzelmeisterschaften              | Mixed        | 1     | Levente Csiszér / Csilla Fórián   |
| 2005   | Ungarn: Einzelmeisterschaften              | Mixed        | 1     | Levente Csiszér / Zsuzsa Kovács   |
| 2005   | Ungarn: Einzelmeisterschaften              | Herreneinzel | 1     | Levente Csiszér                   |
| 2005   | Ungarn: Einzelmeisterschaften              | Herrendoppel | 1     | Levente Csiszér / Richárd Bánhidi |